# Kemnathermühle

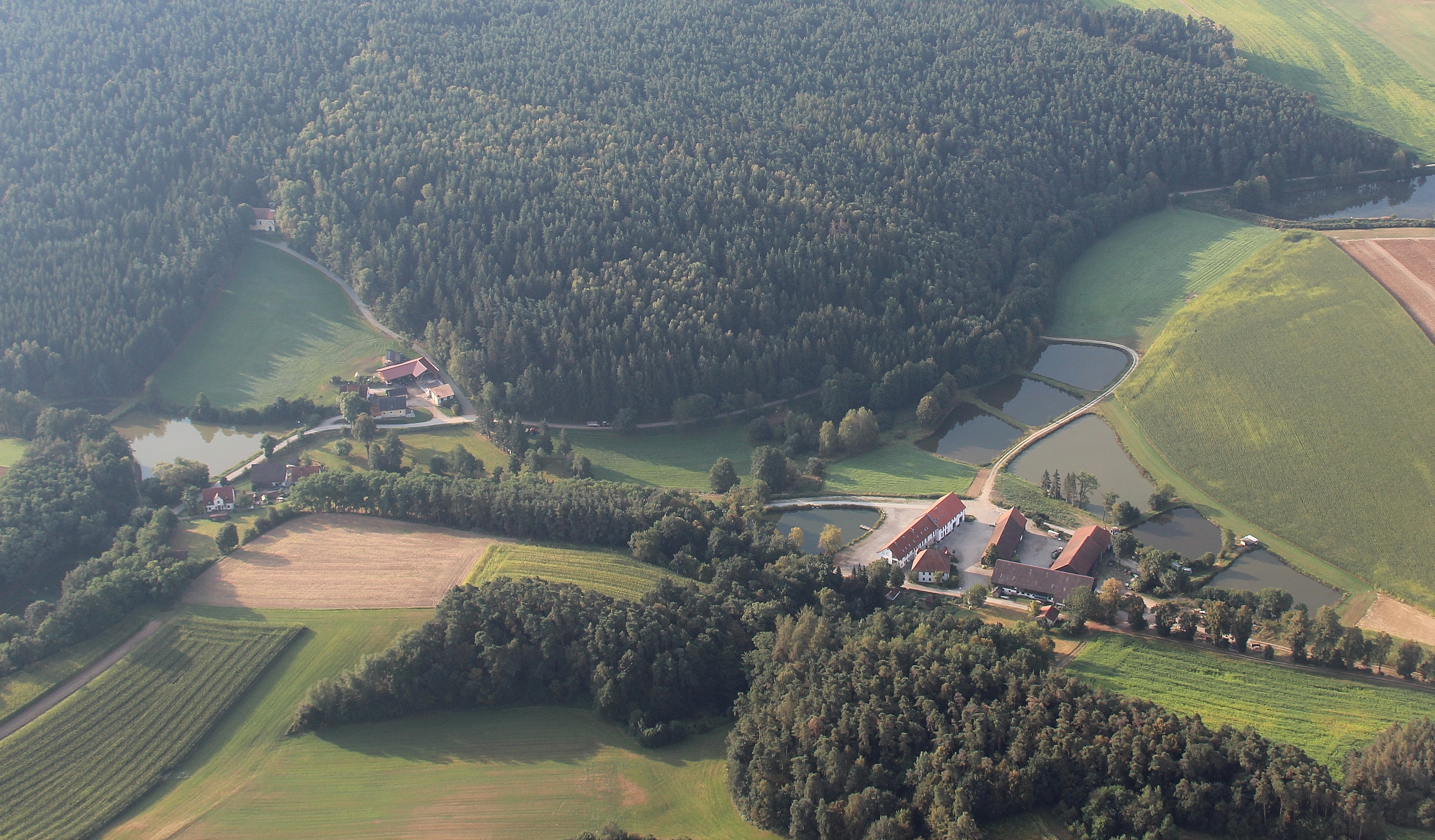
Kemnathermühle (Bildmitte links; 2016)

Kemnathermühle ist ein Ortsteil der Stadt Neunburg vorm Wald im Landkreis Schwandorf in Bayern.

## Geographie
Kemnathermühle liegt circa zwölf Kilometer westlich von Neunburg vorm Wald am Fuß des 453 m hohen Büchelberges nahe der Staatsstraße 2151, die Neunburg vorm Wald mit der A 93 in Schwarzenfeld verbindet.

## Geschichte
Da die Kemnathermühle nur selten in Betrieb war, trug sie den Spitznamen „Göiht selt’n“ (geht selten).
Sie wurde 1891 für 1000 Mark verkauft und der Mühlbetrieb eingestellt.
Am 23. März 1913 war Kemnathermühle Teil der Pfarrei Kemnath bei Fuhrn, bestand aus einem Haus und zählte 8 Einwohner.
Am 31. Dezember 1990 hatte Kemnathermühle vier Einwohner und gehörte zur Pfarrei Kemnath bei Fuhrn.